# Степное Озеро
Степно́е О́зеро — рабочий посёлок в Благовещенском районе Алтайского края России.
Распоряжением Правительства РФ от 29 июля 2014 года № 1398-р «Об утверждении перечня моногородов» рабочий посёлок включён в категорию «Монопрофильные муниципальные образования Российской Федерации (моногорода), в которых имеются риски ухудшения социально-экономического положения».

## История
Статус рабочего посёлка с 1984 года.

## Население
| 1989  | 2010  | 2011  | 2012  | 2013  | 2014  | 2015  | 2016  | 2017  |
| ----- | ----- | ----- | ----- | ----- | ----- | ----- | ----- | ----- |
| 7447  | ↘6672 | ↘6645 | ↘6643 | ↗6679 | ↘6497 | ↘6477 | ↘6352 | ↘6300 |
| 2018  | 2019  | 2020  | 2021  |       |       |       |       |       |
| ↗6319 | ↘6304 | ↘6262 | ↘5639 |       |       |       |       |       |

## Инфраструктура
- На южной окраине находится цех Алтайского краевого радиотелевизионного передающего центра (АКРТПЦ).
- Максимальная этажность строений в посёлке: 5 этажей.
- Детский сад "Золотая рыбка"
- Средняя общеобразовательная школа
- Школа искусств
- Медицинский техникум
- Строительный техникум
- Дом культуры
- Спортивный зал, боксёрский зал, бассейн

## Экономика
- Градообразующее предприятие: ОАО «Кучуксульфат». Также на нём имеется узкоколейная ветка, которая используется в качестве технологической.

## Спорт
В 2011 году была организована хоккейная команда «Химик».

## Радиовещание
- 102,2 МГц «Радио Радио»;
- 104,6 МГц «Милицейская волна» + местное вещание «Катунь FM»;
- 105,1 МГц «Радио России» + местное вещание ГТРК «Алтай»;